# 2MASS J04414489+2301513
2MASS J04414489+2301513 är en kvadrupelstjärna belägen i den mellersta delen av stjärnbilden Oxen. Den har en kombinerad skenbar magnitud av ca 15,20 och kräver ett teleskop med kamera för att kunna observeras. Baserat på parallax enligt Gaia Data Release 3 på ca 8,18 mas, beräknas den befinna sig på ett avstånd på ca 400 ljusår (122 parsek) från solen.

## Egenskaper
Primärstjärnan i 2MASS J04414489+2301513 (2M J044144), som är en brun dvärg, har en följeslagare, 2MASS J04414565+2301580 (2M J044145), separerad med 12,4 bågsekunder, som i sin tur har en närliggande planetarisk följeslagare, som ligger separerad med 0,23 bågsekund. 2M J044145 har gemensam egenrörelse med 2M J044144 och är sannolikt fysiskt förbunden med systemet. Hela systemet med fyra objekt är då en hierarkisk fyrdubbling av två dubbelstjärnor som kretsar kring varandra. Primärstjärnan har spektraltyp M4,5 och en röd skenbar magnitud på 14,2. Båda komponenterna verkar ansamla massa från sina stjärnskivor, vilket framgår av deras emissionslinjer.  De fyra stjärnorna har en total massa på endast 26 procent av solens, vilket gör dem till det fyrdubbla stjärnsystemet med den lägsta massan som är känd.

## Planetsystem
Kring primärstjärnan kretsar en följeslagare med en massa som är ungefär 5–10 gånger massan av Jupiter.  Massan av den primära bruna dvärgen är ungefär 20 Jupitermassor och dess ålder är ungefär en miljon år. Det är inte klart om detta medföljande objekt är en brun underdvärg eller en planet. Följeslagaren är mycket stor jämfört med dess värdstjärna och måste ha bildats inom 1 miljon år eller så. Detta verkar vara för stort och för snabbt för att ha bildats som en vanlig planet från en skiva runt det centrala objektet.
| Planet | Massa        | Halv storaxel (AE) | Siderisk omloppstid (d) | Excentricitet | Inklination | Radie   |
| ------ | ------------ | ------------------ | ----------------------- | ------------- | ----------- | ------- |
| b      | 7,5 ± 2,5 MJ | 15 ± 0,6           | 411                     | -             | -           | 1,13 RJ |